# Cártel de Tláhuac
El Cártel de Tláhuac es un grupo criminal mexicano fundado en el año 2012 que tiene como área de operación Tláhuac, Iztapalapa, Milpa Alta, Xochimilco y Estado de México. Este grupo fue creado a partir de varias escisiones del Cártel de los Beltrán Leyva (originándose también de esta manera La Mano con Ojos), además de diversificar sus actividades criminales tales como el narcotráfico, homicidio, extorsión, secuestro, robo de vehículos, ordeña de combustible y tráfico de blancas.

## Historia
El grupo ya funcionaba junto a los Beltran Leyva,  iniciando con asaltos, secuestros y posteriormente venta de droga, el primer jefe del grupo Felipe de Jesús Pérez Luna, alias el Ojos, se inició trabajando para la banda de secuestradores Los Caletri junto a sus dos hermanos Baltazar y Victor. También llegó a trabajar con Oscar Oswaldo García, exlíder de La Mano con Ojos en las actividades de narcomenudeo en el Estado de México y la Ciudad de México después de su arresto,, El Ojos comenzó a operar de manera independiente junto a sus hermanos en algunas colonias de la delegación Tláhuac (que más tarde se convertiría en su bastión). El grupo desde el año 2012 comenzó en reclutar a moto-taxistas para llevar a cabo trabajos de halconeo y de control de la zona, mientras que su territorio de influencia se extendió a más delegaciones en la Ciudad de México, incluyendo una fuerte presencia en Ciudad Universitaria de la UNAM.
Desde 2012 se reportó un aumento de violencia en la Ciudad de México relacionada con la venta de droga. Sin embargo, el jefe de Gobierno, Miguel Ángel Mancera, ha afirmado en repetida ocasiones que no existen carteles de la droga en la ciudad. En junio de 2017 se anunció la identificación de varios puntos en Ciudad Universitaria de la Universidad Nacional Autónoma de México (UNAM) donde se vende droga y relacionaban a los vendedores con el cártel. 
En el 2010 su hermano Baltazar es asesinado en su auto 4 años más tarde Felipe de Jesús da la orden de asesinar a su hermano Víctor Manuel con quien compartía la plaza.
En la actualidad el grupo es liderado por familiares de "El Ojos", por ejemplo su esposa María de los Ángeles Ramírez Arvizu es la principal encargada de administrar el dinero de la organización, además de que su hija Liliana Pérez Ramírez ha estado en la mira de las autoridades capitalinas en más de una ocasión. Sus otras hijas de nombre Samantha, Estefanía, Monserrat y Kateryn, y sus sobrinos, identificados como Fernando y Armando, hijos de Baltazar Pérez Luna (este último hermano de "El Ojos") han sido señalados de manejar el cártel desde entonces.
Todos ellos operan en la colonia Zapotitla, alcaldía Tláhuac, y trabajan bajo la fachada de tiendas de abarrotes y un mini súper.

### Actividades
El 20 de julio de 2017 fue abatido el Felipe de Jesús Pérez Luna alias "el Ojos" después de un operativo realizado por elementos de la Marina, el líder fue abatido junto a siete de sus sicarios, esto en la localidad de Zapotitlán, en delegación de Tláhuac. El Ojos estaba relacionado con más de 20 ejecuciones desde 2012 al 2017 y la desaparición forzada de más treinta jóvenes. Después de este golpe, el cártel sufrió varias bajas que continuaron con alrededor de 80 miembros muertos y/o detenidos por las autoridades en un tiempo aproximado de un año.
El 17 de mayo del 2020 fueron arrestados Carlos Alejandro "N", alias "El Cindy", y a su cuñada Diana Karen "N", alias "La Negra". A los presuntamente líderes del Cártel de Tláhuac se les aseguraron 400 gramos de cocaína, 150 dosis de mariguana y Wax (derivado de la canabbis), así como un arma de fuego y una granada.
El grupo, además de las ganancias del narcotráfico, se financia con el robo a mano armada y la extorsión, usualmente en las inmediaciones de las alcaldías Tláhuac y Xochimilco. El 13 de octubre del 2020 el cártel fue golpeado por la Operación Zócalo, una operación donde  1452 cuentas bancarias en las que movieron más de 4 mil 800 millones de pesos. Días después el 23 de octubre el grupo sufrió otro golpe al ser arrestados 14 miembros, (incluyendo a "El Chato Venegas, un líder de célula perteneciente al cártel) todos a bordo de siete camionetas de lujo y dos motocicletas, además de decomisarle 10 kilogramos de Mariguana seca y 33 bolsitas con la misma hierba, y cuatro armas de fuego de diferentes calibres. Las detenciones fueron llevadas a cabo en diferentes puntos de la delegación de Tláhuac y Xochimilco, siendo uno de los golpes más significativos a la organización en los últimos años.
El 13 de julio del 2013 es detenido Julio César “N” alías "Chato Venegas", esto en un operativo realizado por elementos policíacos del estado de Puebla y la Secretaría de Marina esto en Santa Ana Xalmimilulco, municipio de Huejotzingo. El 5 de agosto, Lucio Romero Martinez, alías "la Marrana" fue sentenciado a  seis años de cárcel bajo los cargos de tráfico de drogas y posesión de cartuchos de uso exclusivo de las fuerzas armadas. "La marrana" había sido arrestado en la ciudad de Texcoco en enero de 2021.
El 22 de septiembre del mismo año es atacado a tiros el jefe de seguridad del Reclusorio Norte, esto en la alcaldía Gustavo A. Madero. El oficial resultó herido de gravedad en el atentado, barajando la posibilidad de que el atentado fue planeado desde el interior del penal. En los operativos posteriores, se ha logrado detener a diez delincuentes implicados en el ataque.